# Bienal Miradas de Mujeres
Bienal Miradas de Mujeres es una actividad creada en el año 2016, realizada cada dos años por la asociación de Mujeres en las Artes Visuales (MAV), cuyo fin es dar visibilidad a las mujeres del arte contemporáneo. 

## Desarrollo
Se creó la primera bienal en el año 2016, partiendo de las bases del proyecto inicial denominado Festival Miradas de Mujeres que tuvo su origen en el año 2011 como evento a celebrar anualmente. La creadora y directora  del festival fue Mareta Espinosa. Bajo su dirección se celebró en Madrid durante tres años consecutivos. 
Con los cimientos de este festival, la Junta Directiva de MAV, decidió convertir su periodicidad en bienal. La coordinación de las tres ediciones ha sido llevada a cabo por la gestora cultural, la socia Amparo López Corral. Al celebrarse cada dos años, el año alterno se dedica al evento denominado "Foro MAV", como  espacio de pensamiento y análisis. Se han sucedido posteriores bienales en el año 2018 y 2020.
Las convocatorias han estado abiertas internacionalmente a propuestas artísticas inéditas cuyo tema u objetivo principal sea la visibilidad de las mujeres en el ámbito de las artes visuales desde una perspectiva feminista. Los formatos podrán ser diversos: exposiciones, acciones, construcciones efímeras, proyecciones de vídeo, talleres etc, programados a lo largo del año en curso. Las bienales aglutinan una variedad de propuestas creativas a nivel local e internacional, y en las que se abordan contenidos comprometidos con el contexto social y las preocupaciones de la ciudadanía mundial.
Su principal objetivo: la visibilidad de las mujeres en el ámbito de las artes visuales mediante proyectos que tengan en cuenta el retorno social y las buenas prácticas. MAV, Mujeres en las Artes Visuales, invita a las instituciones y organizaciones a que sumen sus actividades a la programación de la Bienal. Participan instituciones, museos, fundaciones, centros culturales, galerías y espacios educativos y culturales, procedentes de todo el mundo.

## Bienales
La Bienal de 2016, Desde marzo a diciembre, reunió Iniciativas realizadas en torno a la participación de las mujeres en el sistema del arte. Constaba de dos apartados. Proyectos artísticos seleccionados mediante una convocatoria y Proyectos Invitados de actividades, exposiciones y proyectos.
La Bienal del año 2018 se presentó en Londres  en cuya ciudad desarrolló un programa que incluyó visitas concertadas con galerías, comisarios/as, profesionales del sector y con diversas entidades culturales en la capital británica.  La presentación oficial de la bienal se celebró el mismo año en el Centro Cultural Conde Duque de Madrid .
La Bienal del año 2020 mantuvo la estructura de bienales anteriores, es decir, dividir la bienal en dos grandes apartadosː  Proyectos seleccionados mediante convocatoria previa con ayudas a la producción de los proyectos ganadores, estos proyectos son seleccionados por un comité de expertos  y Proyectos Invitados, en este apartado se invita a participar instituciones y centros privados con programación de obras de mujeres con un punto de vista feminista.